# Pont-Péan
Pont-Péan è un comune francese di 3 794 abitanti situato nel dipartimento dell'Ille-et-Vilaine nella regione della Bretagna. È stato creato il 1º gennaio 1986 a partire dal comune di Saint-Erblon

## Società

### Evoluzione demografica
Abitanti censiti